# Лази-Великі
Лази-Великі (пол. Łazy Wielkie, нім. Groß Lahse, 1937-1945: Groß Mittenwald) — село в Польщі, у гміні Крошниці Мілицького повіту Нижньосілезького воєводства.
Населення — 610 осіб (2011).
У 1975-1998 роках село належало до Вроцлавського воєводства.

## Демографія
Демографічна структура станом на 31 березня 2011 року:
|          | Загалом | Допрацездатний вік | Працездатний вік | Постпрацездатний вік |
| -------- | ------- | ------------------ | ---------------- | -------------------- |
| Чоловіки | 308     | 75                 | 218              | 15                   |
| Жінки    | 302     | 56                 | 200              | 46                   |
| Разом    | 610     | 131                | 418              | 61                   |